# NGC 2100
NGC 2100 је расејано звездано јато у сазвежђу Златна риба које се налази на NGC листи објеката дубоког неба.
Деклинација објекта је - 69° 12' 43" а ректасцензија 5h 42m 9,1s. Привидна величина (магнитуда) објекта NGC 2100 износи 9,6. NGC 2100 је још познат и под ознакама ESO 57-SC25.